# آلفونسو برشا
آلفونسو برشا (ایتالیایی: Alfonso Brescia؛ ‏ ۶ ژانویهٔ ۱۹۳۰ – ۶ ژوئن ۲۰۰۱) کارگردان فیلم و فیلم‌نامه‌نویس اهل ایتالیا بود.
از فیلم‌های او می‌توان به املت ایتالیایی، شورش گارد پرتورین، نوجوان، آتور جنگنجوی آهنین، شب‌های داغ دون ژوان، نبرد ربات‌ها، «شورش گارد پرتورین» و هیولا در فضا اشاره کرد.